# Abdel-Kader Salifou
Pour les articles homonymes, voir Salifou.
Abdel-Kader Salifou, né le 7 décembre 1989 à Reims, est un pongiste français, vice-champion de France en 2013.

## Biographie
Il commence le tennis de table à l'âge de 10 ans, intègre le pôle espoir de Nancy en 2002, année ou il est champion de France minime. En 2004 il est champion de France cadets et champion d'Europe jeunes cadets par équipe. Il rejoint le pôle France à l'INSEP. Il est champion de France juniors en 2006 et 2007.
Il se distingue sur la scène internationale en 2009 en remportant l'Open de Slovénie ITTF en simple messieurs dans la catégorie des moins de 21 ans. Il est classé n°125 mondial en septembre 2010 et est encore en pleine progression. Il est médaillé de bronze lors des championnats de france 2010.
Il atteint le quart de finale de l'Open d'Égypte ITTF en 2010, en battant notamment le belge Jean-Michel Saive, et ne s'inclinant qu'à la belle contre le futur vainqueur de l'épreuve.
On retiendra sa très bonne prestation lors des championnats de France 2013 à Agen, où il s'est hissé jusqu'en finale, qu'il perdra face à Simon Gauzy du Team Cornilleau.
Grâce à ses victoires dans l'Open du Maroc, de Croatie et d'Egypte en 2013, il est qualifié pour la finale du World Tour 2014, c'est le premier français à y participer depuis Damien Eloi en 2006.
Bénéficiant de la "Wild Card" de la fédération, il fait partie des 5 joueurs retenus en équipe de France pour participer aux Championnats d'Europe par équipe 2014 de Lisbonne, avec Adrien Matenet, Emmanuel Lebesson, Simon Gauzy et Stéphane Ouaiche.
En septembre 2014, il est classé 127e joueur mondial et 7e français en termes de points au classement mondial.
Il devient champion de France en double messieurs avec Stéphane Ouaiche en 2016.
Son meilleur classement est 81 mondial et 5 français. 

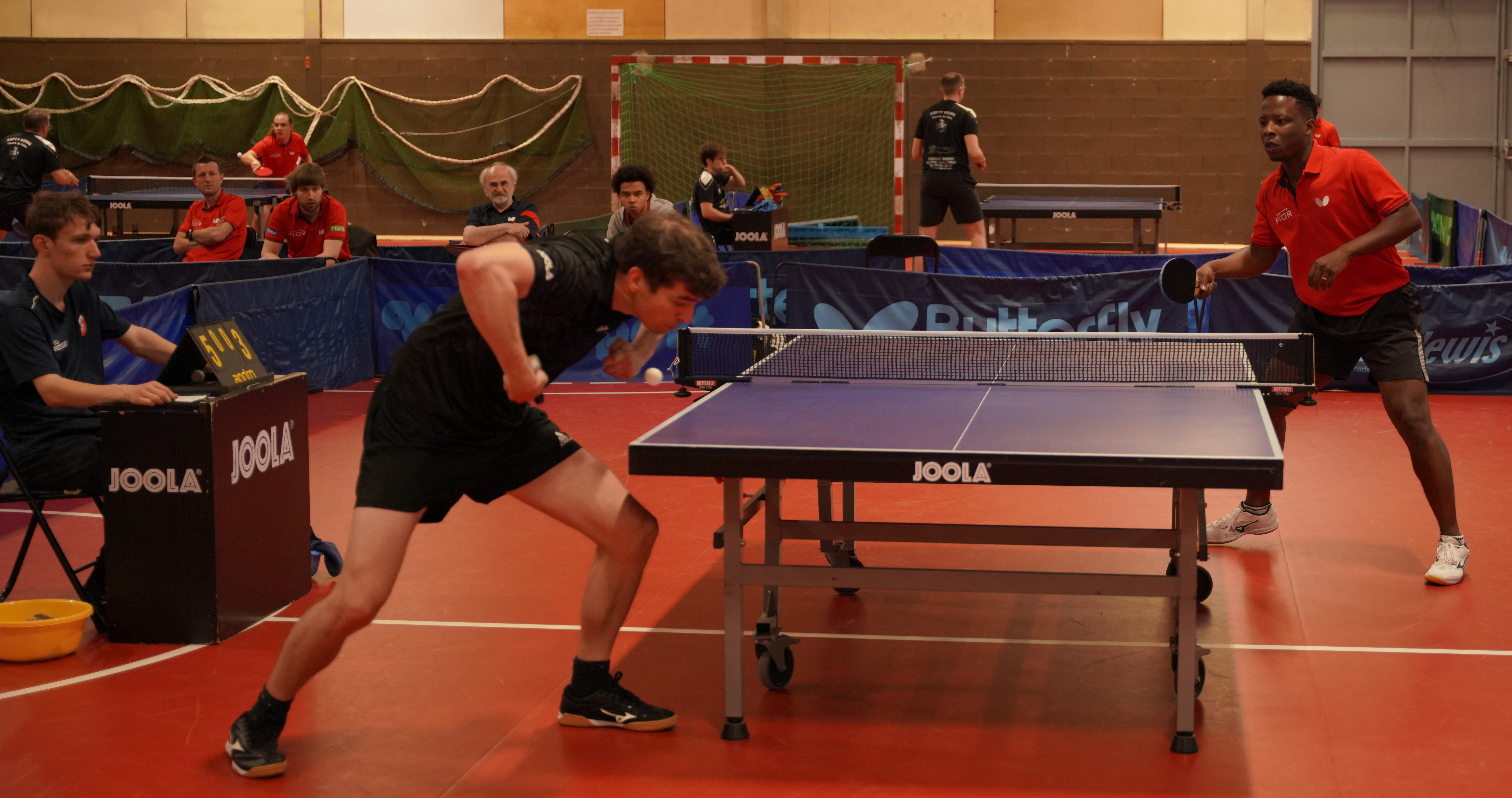
En matche de club, ORTT/UMS TT en 2025.

En 2018, le vice-champion de France 2013 décide de vivre des expériences à l’étranger. Il rejoindra alors la Pologne puis l'Allemagne, l’un des championnats références en Europe. Au bout de trois années il reviendra en France pour rejoindre l'équipe de Chartres (Pro B) .